# Piwko
Piwko – singel Kazika promujący album Silny Kazik pod wezwaniem. Singel został wydany w 2009 roku przez S.P. Records.

## Lista utworów
1. Piwko (wer. singlowa)
2. Piwko (wer. płytowa)
3. Piwko (wer. prawdziwa)
4. Piwko (wer. nefrologiczno-abstynencka) - śpiew Zacier
5. Piwko (wer. ciupałer) - śpiew Baca

słowa: Kazimierz Grześkowiak
muzyka: Kazimierz Grześkowiak

## Twórcy
- Andrzej Izdebski - wszystkie instrumenty
- Kazik Staszewski - głos męski, saksofon altowy